# 長柄節
長柄節（ながえぶし）は福井県勝山市に伝わる民謡である。
由来として、越前勝山藩藩主・小笠原氏が将軍と碁の相手をし、その後の酒の席でお墨付きをもらった。お墨付きをもって老中に御礼言上すれば加増となるところそれをしなかったことから、将軍がその無欲さを讃え、2万3,000石の勝山藩に10万石の格式ある長柄の槍の使用を許した。この故事の栄誉を讃えた民謡とされている。
歌詞中にある「三階菱の王子紋」とは、小笠原氏の家紋(三階菱)を指している。また、歌詞の中で「二万三千石　勝山藩は」とあるが、越前勝山藩は2万3,000石とされている。

## 歌詞
長柄は空につかえます
　ひくい御門の、槍のさや
　　トウロやトウロ　オシカケドウロ
　　　ササヨイヨイヨイ　ヨイヤーサー
鶴が御門に巣をかけた
　年の暮れには五万石
　　トウロやトウロ　オシカケトウロ
　　　ササヨイヨイヨイ　ヨイヤーサー
二万三千石　勝山藩は
　三階菱の王子紋
　　トウロやトウロ　オシカケトウロ
　　　ササヨイヨイヨイ　ヨイヤーサー